# Söderhavsmarkduva
Söderhavsmarkduva (Pampusana stairi) är en fågel i familjen duvor inom ordningen duvfåglar.

## Utseende och läte
Söderhavsmarkduva är en knubbig kortbent duva. Hanen är ljusgrå på huvud och bröst, avgränsad nertill av en vitaktig halvmåne mot mörkt lilafärgad buk. Även rygg och vingar är lilafärgade. Honan liknar vanligen hanen, men vissa har helt purpurbrun kropp med kraftigt rostfärgat bröst och huvud. Lätet är en serie mörka och typiskt duvlika hoanden.

## Utbredning och systematik
Söderhavsmarkduva förekommer i Fiji, Tonga, Samoa samt ögruppen Wallis och Futuna. Den behandlas numera vanligen som monotypisk, men vissa delar in den i två underarter med följande utbredning:
- Gallicolumba stairi stairi – förekommer på Wallis- och Futunaöarna och Samoa
- Gallicolumba stairi vitiensis – förekommer i Fiji och Tonga (Vava'u, Ha'apai och Nomuka)

### Släktestillhörighet
Arten placerades tidigare i släktet Gallicolumba. Studier visar dock att dessa inte är varandras närmaste släktingar, där vissa står närmare australiensiska duvor som Geopelia. Dessa har därför lyfts ut till ett eget släkte, initialt Alopecoenas men Pampusana har visat sig ha prioritet.

## Status och hot
Arten har ett stort utbredningsområde, men tros minska i antal, dock inte tillräckligt kraftigt för att den ska betraktas som hotad. Internationella naturvårdsunionen IUCN listar arten som livskraftig (LC).

## Namn
Fågelns vetenskapliga artnamn hedrar John Bettridge Stair (1815-1898), brittisk missionär verksam i Samoa.